# Grapefruit moon
「grapefruit moon」（グレープフルーツ・ムーン）は、miidaのデビュー配信限定シングル。

## 解説
- miida初の音源作品。また、初の配信限定シングル作品。

## 収録曲
1. grapefruit moon